# 포청천 (2008년 드라마)
《포청천》(중국어: 包青天, 병음: Bāo qīng tiān 바오칭톈[*], 한자음: 포청천)은 중국의 상하이페이마이 영화 텔레비전 제작유한공사가 제작한 텔레비전 드라마로 송나라의 명판관 포증의 일대기를 다루었다. 대한민국에서는 OBS경인TV가 2010년 3월 1일부터 2011년 1월 21일까지 《돌아온 판관 포청천》이라는 제목으로 방송하였다.

## 세부 이야기
- 제01화 ~ 제12화 : 타룡포
- 제13화 ~ 제24화 : 백룡구
- 제25화 ~ 제35화 : 통판겁
- 제36화 ~ 제48화 : 황금몽
- 제49화 ~ 제61화 : 찰미안

## 등장 인물
- 금초군 : 포증 역
  - 성우 : 노민
- 하가경 : 전조 역
  - 성우 : 신성호
- 범홍헌 : 공손책 역
  - 성우 : 김태연

### 타룡포
- 곽량 : 송 인종 역
  - 성우 : 원호섭
- 당문룡 : 백옥당 역
- 공방명 : 곽괴 역
- 용륭 : 팔현왕 역
- 우천천 : 이낭랑(이귀비) 역
  - 성우 : 유남희
- 부예위 : 류태후(유귀비) 역
  - 성우 : 차명화
- 정소룡 : 왕조 역
- 궁굉가 : 마한 역
- 고정남 : 장룡 역
- 오해약 : 조호 역

### 백룡구
- 관례걸 : 심양 역
  - 성우 : 정재헌
- 강화 : 소접 역
  - 성우 : 유남희
- 담건창 : 무진 역
- 서명 : 이전 역
- 경남 : 녹주 역
- 왕진 : 손강 역
- 고전 : 구양춘 역

### 통판겁
- 진호민 : 당진 역
  - 성우 : 정재헌
- 정가유 : 전운 역
  - 성우 : 차명화
- 왕정권 : 정원 역
  - 성우 : 원호섭
- 주옥래 : 이곤 역
  - 성우 : 유해무
- 국영진 : 조찬 역
- 담건창 : 엄동 역
- 백운 : 단오 역

### 황금몽
- 진언 : 모용완아 역
  - 성우 : 차명화
- 손요위 : 시옥 역
  - 성우 : 안용욱
- 장욱정 : 시왕야 역
- 류긍우 : 장충 역
  - 성우 : 정재헌
- 양신 : 전청 역
- 모견 : 시록 역
  - 성우 : 원호섭

### 찰미안
- 왕호 : 진세미 역
  - 성우 : 정재헌
- 진정 : 진향련 역
  - 성우 : 유남희
- 왕빈 : 위명 역
  - 성우 : 원호섭
- 정용 : 한기 역
- 용륭 : 팔왕야 역
- 진언 : 백소쌍 역

## 같이 보기
- 《포청천》 : 1993년작 드라마.
- 《포청천》 : 1995년작 홍콩 TVB 드라마. 적룡, 황일화 주연.
- 《포청천》 : 1995년작 홍콩 ATV드라마. 금초군, 초은준, 여량위 주연.
- 《신 포청천: 칠협오의》
- 《칠협오의》 : 1993년작 대만 CTS드라마. 장복건, 초은준,손흥 주연.